# Stelis ciliaris
Stelis ciliaris är en orkidéart som beskrevs av John Lindley. Stelis ciliaris ingår i släktet Stelis och familjen orkidéer. Inga underarter finns listade i Catalogue of Life.